# Charles Hoole
Charles Hoole (Wakefield, 1610 – Stock, 1667) è stato un pedagogista britannico.
Sacerdote dal 1632, aprì una scuola privata nella quale l'insegnamento era improntato allo studio della religione. Rettore di Stock dal 1660, si ispirò a Comenius e utilizzò testi di Joannes Susenbrotus.